# Teatro Los Elementos

## Historia
Fue fundada en 1990 por José Oriol González.
Teatro Los Elementos empezó siendo un proyecto de comunidad de teatro compuesto de una docena de recién graduados de la Escuela Nacional y el Instituto Superior de Artes Teatrales de Cuba. La primera producción tuvo lugar en un cuartel pobre de La Habana, El Romerillo. 
Las primeras convivencias en comunidades aisladas y de inmigrantes, datan de 1991 a 1993 : Romerillo (Barrio marginal), Jacksonville (hoy Cocodrilo), Barrancas (Comunidad de Inmigrantes Haitianos) Santiago de Cuba.
Su radicación en el poblado de Cumanayagua en 1995, permitió trabajar de modo permanente en una sala teatral que les fue permitido culminar la itinerancia, para convertir la compañía en una comunidad artística estable, que aborda autores clásicos del repertorio universal y cubano sin dejar de trabajar sobre la memoria del campo cubano y los elementos que la enriquecen. Se consideran como un laboratorio artístico que conjuga: aire, agua, tierra, fuego; lo que les permite transitar hacia el redescubrimiento de rituales ancestrales que conservan la esencia del hombre como ser originario.
Habitan 26 hectáreas de tierra en la premontaña de la cordillera de Guamuhaya. Viven en casas y ranchos al estilo tradicional del campesino cubano. Practican la agricultura sostenible. Intentan una economía de subsistencia que reafirme sus espacios como una ecoaldea.
Los actores alternan sus funciones como animadores culturales; así logran un trabajo interesante con diferentes grupos etarios. Además, interactúan con personas que conviven con VIH.
Pero generalmente están siempre con ellos a su alrededor, conviven con mucho entusiasmo no lo olviden.

## Producciones
- 2008
- Desire: Creación colectiva. Dirección: Maite Lozano y Jorge Cuadrelli. Teatro de Los Elementos y Viento Sur Teatro de Sevilla, España. Enero de 2008.

- 2007
- Bienal de Oralidad Escénica: Coordinación: José Oriol González y Alberto Curbelo. Noviembre de 2007.

- Festival Internacional de Música Popular Benny Moré: Dirección: José Oriol González y equipo de trabajo de teatro de Los Elementos. Agosto – septiembre de 2007.

- Congreso Internacional de Turismo y Naturaleza (TURNAT): Espectáculo dirigido por José Oriol González. Presentado en la Villa de Guajimico, Cienfuegos, Cuba.

- 2006
- Bienal de Teatro en la Montaña: Coordinación: José Oriol González. Teatro de Los Elementos con la participación de 10 grupos teatrales y 150 artistas nacionales. Noviembre de 2006.

- Espectáculo Cultural de Clausura del Evento Internacional CUBASOLAR 2006: Escrito y dirigido por José Oriol González. Comunidad Cultural del Jobero, sede del Teatro de los Elementos. Abril de 2006.

- Espectáculo de recibimiento al Evento Internacional PABLO FREIRE IN MEMORIAM . Dirigido por José Oriol González. Comunidad Cultural del Jobero, sede del Teatro de los Elementos. Mayo de 2006.

- Espectáculo de Recibimiento a los Delegados del Festival Nacional de Telecentros. Escrito y dirigido por José Oriol González. Hotel Rancho Luna. Mayo de 2006.

- 2005
- Cienfuegos, Patrimonio de la Humanidad. Performance escrito y dirigido por José Oriol González, presentado ante los miembros de la UNESCO y la Comisión Nacional de Patrimonio en el Parque Martí de la Ciudad de Cienfuegos, año 2005, durante la entrega de esta condición a la Ciudad. Con una gran participación del talento artístico de la ciudad y de todos los sectores populares.

- 2004
- Performance. El Catálogo. Inspirado en la obra "Todos los Nombres" de José Saramago, dirigido por Firenza Guidi, con la participación de Teatro del Puerto de Ciudad Habana.

- 2000/2001
- Acto del Aniversario del Plan Turquino Manatí: Guion y dirección: José Oriol González. 2000 – 2001.

- Pasacalles. Creación colectiva. Se emplean técnicas de zancos, malabares, cintas, acrobacias, monociclos, etc. Se presenta en espacios abiertos.

- 1995
- Vivimos bajo el mismo cielo / Habitamos sobre la misma tierra. Coproducción con el Proyecto belga QUÍNOA. Dirección José Oriol. Estrenado en el Jobero, diciembre de 1995.

- La historia de un pueblo. Dramaturgia: José Sánchez. Dirección: José Oriol. Pasacalles gigante que movilizó la población de San Felipe de Cumanayagua, el día 3 de mayo de 1995. Se recrean aspectos fundacionales de la memoria del poblado.

- Pasacalles Uno. Creación Colectiva, dirigida por José Oriol. Agosto de 1995. Representado en el Boulevar de Cienfuegos. Espectáculo de calle que recrea la relación de una jinetera inculta con un turista ilustrado.

- 1993
- Mackandal sauve ó historias de la vida y la muerte de Mackandal. Dramaturgia: adaptación de Félix Lizárraga, de la novela El reino de este mundo de A. Campentier. Dirección: José Oriol. Estrenado en junio de 1993, en la Comunidad de Barrancas, Santiago de Cuba.

- De cómo se funda un barrio. Creación colectiva. Dirección José Oriol. Estrenada en 1993, en la Isla de la Juventud. Es un espectáculo que muestra los posibles modos de fundación del poblado: Llegada de Cristóbal Colón o el parto de Yemayá, o tal vez, la radicación de una abuela comunitaria.

- 1992
- Historias de Jacksonville. Creación colectiva. Dirección José Oriol. Estrenada en mayo de 1992, en el poblado de Cocodrilo, Isla de la Juventud. Es una serie de 6 espectáculos que registran la memoria de este poblado cuya población está compuesta por inmigrantes de Islas Caimán.

- 1991
- Tres brujas, una compañía y un barrio con nombre de flor. Creación Colectiva. Dirección José Oriol. Estrenado el 28 de enero de 1991, en el barrio Romerillo, Ciudad Habana. Espectáculo que recrea aspectos conflictivos de dicho barrio.